# REAL FIGHT CHAMPIONSHIP
REAL FIGHT CHAMPIONSHIP（リアル・ファイト・チャンピオンシップ）は、日本の総合格闘技団体。代表は山田重孝。中国、ブラジル、韓国など、日本国外でも開催。

## 歴史
中国レスリング&柔道協会柔術委員会委員長の山田重孝が創設し、2012年12月1日に中国で旗揚げ大会「Real Fight MMA Championship 1」（中国語: 真武综合格斗大赛）を開催した。
2014年12月に日本で初開催され、須藤元気が総合プロデューサーに就任。2015年5月にはキックボクシング団体「ZONE」との合同大会を開催した。
2016年6月の「REAL.5」を最後に日本での大会開催を休止し、2017年2月から別ブランドの「ARZALET」を開催。
2019年2月にRIZINと紳士協定を結び、ホベルト・サトシ・ソウザをRIZINに推薦出場させた。

## ルール
試合場は円形のサークルケージで行い、ニュージャージー州アスレチック・コントロール・ボード制定のユニファイドルールに準拠。ネバダ州アスレチック・コミッション制定の統一体重制に近い独自の階級規定を採用している。

## 階級・王座
| 階級             | 重量区分 | 現王者                         |
| ---------------- | -------- | ------------------------------ |
| ウェルター級     | -77.1kg  | マルコス・ヨシオ・ソウザ       |
| スーパーライト級 | -74.2kg  | ホベルト・サトシ・ソウザ       |
| ライト級         | -70.8kg  | 空位                           |
| フェザー級       | -66.3kg  | ブラディスラフ・バルブチェンコ |

## 開催履歴
| 大会名                        | 開催年月日     | 会場                           | 開催地                 |
| ----------------------------- | -------------- | ------------------------------ | ---------------------- |
| ARZALET.2                     | 2017年10月21日 | タルマ体育館                   | パラナ州クリチバ       |
| ARZALET.1                     | 2017年2月11日  | ジナーシオ・マウロ・ピンヘイロ | サンパウロ州サンパウロ |
| REAL 5                        | 2016年6月12日  | 東京ドームシティホール         | 東京都文京区           |
| REAL 4                        | 2016年3月12日  | 東京ドームシティホール         | 東京都文京区           |
| REAL 3                        | 2015年12月5日  | 横浜文化体育館                 | 神奈川県横浜市         |
| ZONE×REAL 第二章 第2部 REAL 2 | 2015年5月2日   | 横浜文化体育館                 | 神奈川県横浜市         |
| REAL 1                        | 2014年12月23日 | 有明コロシアム                 | 東京都江東区           |
| Real Fight MMA Championship 3 | 2013年10月20日 | 北京工人体育館                 | 北京市                 |
| Real Fight MMA Championship 2 | 2013年5月11日  | 河南テレビ放送スタジオ         | 河南省鄭州市           |
| Real Fight MMA Championship 1 | 2012年12月1日  | 河南テレビ放送スタジオ         | 河南省鄭州市           |